# Sipahutar
Sipahutar is een bestuurslaag in het regentschap Tapanuli Utara van de provincie Noord-Sumatra, Indonesië. Sipahutar telt 1653 inwoners (volkstelling 2010).